# Nemosia
Nemosia – rodzaj ptaków z rodziny tanagrowatych (Thraupidae).

## Występowanie
Rodzaj obejmuje gatunki występujące w Ameryce Południowej.

## Morfologia
Długość ciała 12–12,5 cm, masa ciała 12–22 g.

## Systematyka

### Etymologia
Nazwa rodzajowa pochodzi od greckiego słowa νεμος nemos – „polana, dolina” < νεμω nemō – „jechać na pastwisko”.

### Gatunek typowy
„Tangara à coëffe noire, de Cayenne” Buffon = Tanagra pileata Boddaert

### Podział systematyczny
Do rodzaju należą następujące gatunki:
- Nemosia pileata (Boddaert, 1783) – polańczyk maskowy
- Nemosia rourei Cabanis, 1870 – polańczyk rubinowy